# Tangeri Med
Tangeri Med (in arabo طنجة المتوسط‎?) è un porto marittimo del Marocco, la cui costruzione è iniziata nel 2004 e l'inaugurazione è avvenuta nel luglio 2007, con un'ulteriore estensione cominciata nel 2009 e l'inaugurazione avvenuta nel giugno 2019. Il porto si trova a 14 km dalla Spagna in una posizione strategica sulla via di passaggio tra Africa, Europa, Asia, Nord America e Sud America. È circondato da una zona franca di attività industriali e logistiche.

## Posizione geografica
Il porto Tangeri Med è situato a Oued Rmel, a 22 km a est di Tangeri e 46 km a nord di Tétouan sullo stretto di Gibilterra, nel Mediterraneo. Esso tange l'enclave spagnola di Ceuta, poiché è situato ad appena 14 km dalle coste spagnole, e si trova sulla via di passaggio commerciale marittima mondiale est-ovest tra Africa, Europa, Asia, Nord America e Sud America. Grazie a questa posizione strategica, Tangeri Med è divenuto una piattaforma logistica di vari porti europei, basandosi sul funzionamento della produzione just in time. In meno di 24 ore, una commessa può lasciare il nord del Marocco e raggiungere il porto di Barcellona o di Marsiglia.
Il porto è situato sulla seconda via marittima più frequentata al mondo, lo stretto di Gibilterra, che vede transitare più di 100 000 navi all'anno. La sua attività principale è il trasbordo di container TEU. La costruzione è stata affidata ad una società chiamata Agence Spéciale Tanger Méditerranée (TMSA).
Il porto ha quattro terminal per i container, di una capacità totale di 9 milioni di container TEU, un terminal porta rinfuse, un porto passeggeri e un terminal per idrocarburi. Due terminal per i container sono collocati per Tangeri Med I nella capacità complessiva di 3,5 milioni di container TEU (inaugurato nel luglio 2007), mentre gli altri due sono collocati per Tangeri Med II nella capacità complessiva di 5,5 milioni di container TEU (inaugurato nel giugno 2019). Il terminal 1 è stato concesso da Maersk per la durata di 30 anni, così come il 2 che appartiene al consorzio Eurogate-Contship / MSC / CMA-CGM. Il terminal 3 è stato affidato sempre a Maersk, mentre il terminal 4 sarà di tipo Common User, e sarà aperto ad un largo ventaglio di compagnie marittime nazionali ed internazionali.
Con l'ultima e ulteriore estensione (inaugurato nel giugno 2019) il porto ha la capacità di gestire entro il 2025 un traffico annuale di 9 milioni di container, 700.000 tir, un milione di veicoli e 7 milioni di passeggeri. Attività che lo renderebbero il principale porto del Mediterraneo e tra i primi 20 del mondo, dopo essere già diventato il primo porto dell'Africa. 

## Attività
Il porto nel 2010 ha registrato un traffico di circa 2 milioni di container Twenty-Foot Equivalent Unit (TEU), mentre nel 2013 ha registrato un traffico di circa 2,6 milioni di container TEU e, infine, nel 2018 ha registrato un traffico di circa 3,4 milioni di container TEU, avvicinandosi alla capacità massima sui trasbordi dei due terminal di Tangeri Med I (3,5 milioni di container TEU) e diventando il primo porto africano, davanti a Durban (in Sudafrica) e Port Said (in Egitto). Negli ultimi anni il 38% dei container è smistato verso gli scali dell’Africa, mentre il 27% è diretto in Europa, il 26% in Asia e il 9% in America. Tangeri Med è un hub globale per la logistica in collegamento con 186 porti di 77 paesi nel mondo. La gestione del porto è assicurata dalla Tanger Med Port Authority (TMPA).
In seguito all'ultimazione del collegamento autostradale (autostrada A4), all'inaugurazione della zona franca logistica (medhub) nel 2008, all'ultimazione del collegamento ferroviario (linea Tangeri-Porto Tangeri Med), all'apertura del terminal idrocarburi e del binario rinfuse nel 2009, il terminal per i veicoli ha visto il collegamento con Algeciras dal maggio 2011.